# 神機隊
神機隊（しんきたい）とは広島藩の軍隊。1867年（慶応3年）9月に、藩士と農商出身者ら約1200人で結成された。回天軍第一起神機隊と名付けて、志和盆地（東広島市）で旗揚げした。西洋訓練、組織、最新鋭の武器で武装した部隊である。戊辰戦争が勃発すると、神機隊東北出軍第一隊326人が自費で上野戦争、奥州戦争に参戦した。福島・浜街道の戦いで、神機隊は相馬藩・仙台藩・旧幕府軍の連合軍に対して戦闘を行った。
1868年（慶応4年）7月26日に、奥州広野の戦闘にて多数の犠牲者を出した第一隊の要請により、その補充隊として8月20日に神機隊東北出軍第二隊が仙台に向けて出発した。10月には、木原秀三郎が佐幕派脱走者の京摂地区への急襲に備え、尾道駐屯隊（回天軍第二起捷機隊）を尾道の西国寺に置くことを藩庁に建議し、裁許された。
神機隊幹部の一部は、さらに東北遊撃軍の参謀となり、秋田、庄内、南部、会津へと進撃し、相次いで降伏させた。双方があいまって戊辰戦争の早期終結に寄与した。

## 神機隊の結成の由来
禁門の変の後、第一次長州征討が起きた。幕府と長州の間を仲介する広島藩は、毛利家の重臣たち切腹、参謀の斬首で解決した。しかし1866年（慶應2年）、幕府は長州処分が未解決であるとし、第二次長州征討へ向かう戦時体制に入った。仲介役の広島藩は、長州問題はすでに解決済であるとし、大義のない戦争と主張、広島表に来た老中・小笠原長行らに非戦を訴えつづけた。小笠原はこれに対して広島藩執政・野村帯刀、辻将曹を謹慎処分とした。そのうえ、広島藩に先鋒を命じた。
この顛末に広島藩士らは若手有志ら55人が母校である藩校学問所（現修道中学校・修道高等学校）に集結し、大義によって小笠原老中を暗殺してでも、この戦争を止めようと連署した。そして、町の辻角5か所に小笠原老中の首級を討取るという予告の張り紙を掲示した。この55人のうち、11人がやがて神機隊の結成メンバーとなる。
この結果藩主・浅野長訓は広島城内に小笠原老中を呼び出し、このままでは命の保証ができない旨を述べ広島からの退去を促し、不参戦を通告した。
同年6月、幕府軍と長州軍が戦いに突入し、芸州口の戦いが起きた。小瀬川を越えた長州軍が旧式装備の彦根藩と越後高田藩を攻撃し、大竹、玖波、大野、廿日市へと進軍した。押された幕軍側は幕府歩兵部隊と紀州・新宮藩の西洋式軍隊が巻き返しを図った。同時に、制海権をにぎる幕府海軍が長州軍に艦砲射撃を浴びせ、今度は敗走する長州藩兵が岩国にまで追い返された。そして、芸州口の休戦がなされた。
約2か月間の芸州口の戦いで、広島藩の領民は幕府軍により甚大な被害を蒙った。非戦を訴えた芸州広島藩だったが、結果として戦禍から領民の生命、財産は守れなかった。藩士と農閑期に訓練を行なうだけの農兵制度だけでは領民は守れず、常に訓練を行う精鋭部隊が必要という認識から、神機隊の発足の動きが生まれた。しかし藩庁は財政難から、それを許可しなかった。
同年末には、徳川幕府の幕閣から、長州藩との戦いは家茂将軍の死去で休戦しただけで、幕府軍が負けたわけではないと主張し、第三次長州戦争を模索する動きが出た。
広島藩はこのような動きのなか幕府に見切りをつけ、幕長の仲介役をやめた。そして広島藩出身の思想家頼山陽の日本外史・皇国史観に基づき、藩論が大政奉還へと統一される。
翌1867年1月4日、広島藩は倒幕のさきがけとなり、執政・石井修理が藩主・浅野長訓の名で大政奉還の建白書を幕府に提出した。翌5日には朝廷にも提出。しかし、ともに無視された。

広島藩は世子の長勲、執政・辻将曹を中心に、京都において大政奉還の運動を加速させた。同年7月3日、辻将曹と薩摩藩家老・小松帯刀が会談し、軍事圧力で慶喜将軍に大政奉還を迫る策で合意した。小松家老の推薦で、同盟に土佐藩の後藤象二郎を加えたが、後藤は薩芸に強く約束した土佐藩兵1000人の挙兵を山内容堂に反対され、実現できなかった。

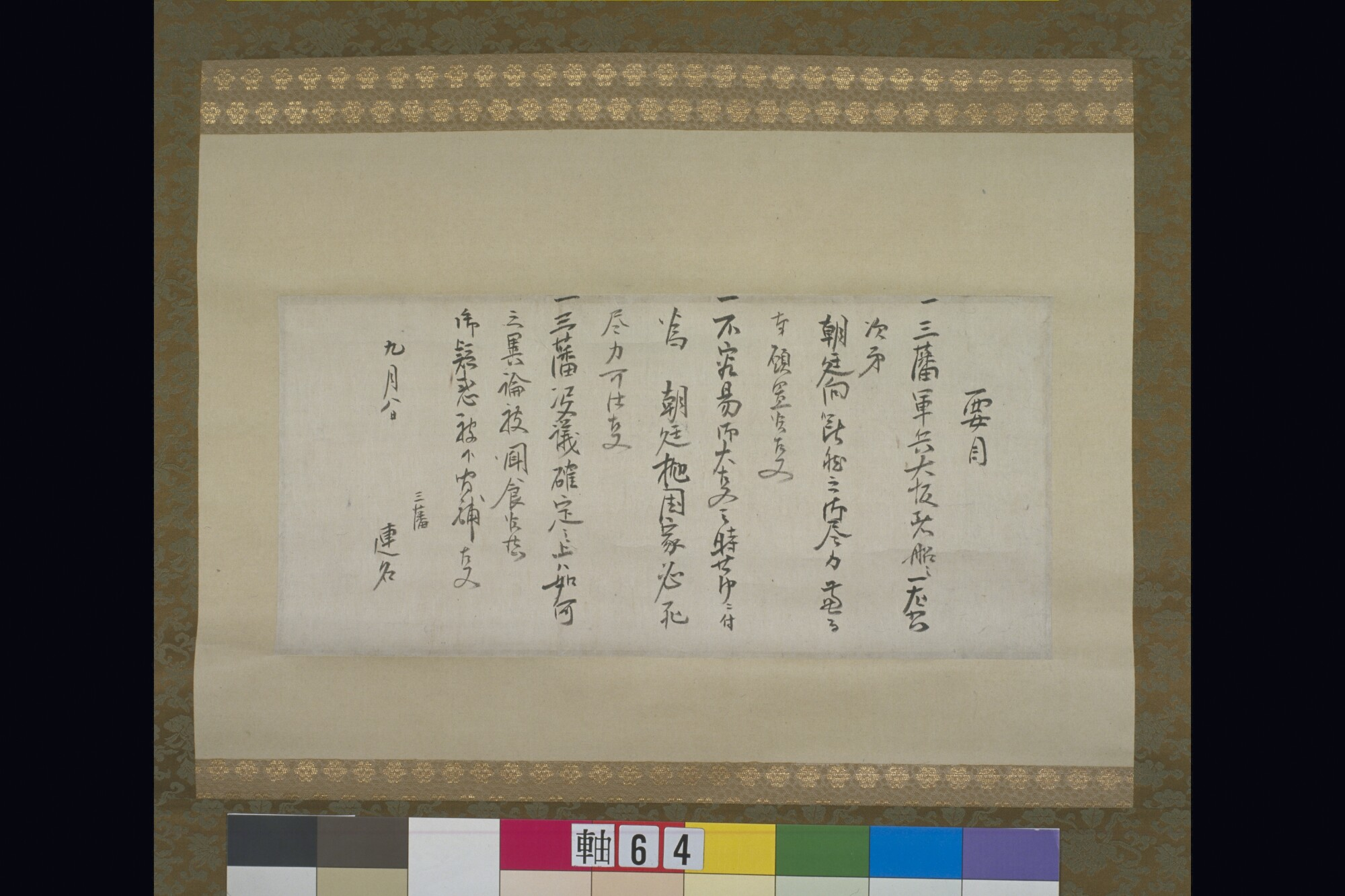
『薩長芸三藩盟約書草稿』（京都大学附属図書館所蔵）

薩・芸の二藩は下関戦争・長州戦争の実戦経験が今後において役立つと考え、奇策をもって朝敵の長州藩を巻き込んだ。1867年（慶応3年）9月、薩長芸軍事同盟（薩摩、長州、芸州広島）を成立させる。
広島藩は挙兵を前に強い軍隊を必要とした。木原秀三郎と川合三十郎が藩庁に、神機隊結成の許可を申請した。これは200人募兵の許可だったが有事の際にはあまりに少ないため、結局1200人を採用した。同年9月19日、志和村の西蓮寺を本陣として旗揚げした。
神機隊総督には、黒田益之丞を据えた。黒田は大目付の実弟であり、急進的な討幕派で押しが強い人物だった。これに勘定吟味役の小鷹狩介之丞、理財家の船越寿左衛門が資金面で協力した。武具奉行の高間多須衛は武器調達の面で積極的に協力した。

## 神機隊の結成後の動き
1867年（慶應3年）10月3日、後藤象二郎が薩芸との約束を破り、大政奉還の建白書を板倉勝静老中に提出した。薩長芸の軍事同盟による倒幕の足並みが乱れたうえ、広島藩も3日後の6日に大政奉還を建白したことから、三藩の挙兵計画が失敗した。しかし、辻はこれを薩長芸軍事同盟の破棄と見なさず、10月8日に仕切り直しで、植田乙次郎が広沢真臣らを連れて来るなどして三藩の話し合いが京都で行われ、薩長芸軍事同盟が再成立した。ただし薩摩の内情は複雑で、藩論を統一し出兵させるには討幕の詔勅が欲しいと主張した。一方で長州は復官入京の詔書を欲しがった。このため岩倉具視の腹心の玉松操よる偽の詔書が書かれた。
10月14日、慶喜将軍が大政奉還を行なう。翌日、上奏が勅許された。ただ佐幕派は依然として政治指導権を握り、復権を謀る動きがあった。三藩にとっては親政の確固たる確立のためにも、明治天皇を守る皇軍が必要となった。
薩長芸では同年11月（日付け不明）に、三藩進発（挙兵）が密議され、約6500人の軍隊の上洛が決められた。11月26日、広島藩兵と長州藩兵が御手洗港（広島県呉市・大崎下島）に集結した。金子邸で協議し、朝敵の長州藩は広島藩兵に偽装、広島藩と薩摩藩の旗を掲げていくなど諸事項が決められた。同日夜には、芸長の大船団が上洛の途に就く。その後朝敵である長州は一旦兵庫・西宮の大洲藩邸に留め置かれた。薩芸の軍隊が大坂で合流したうえで、まず二藩が上洛した。これら三藩進発には、神機隊幹部が積極的に下準備から決行までかかわっていた。
12月9日、京都の小御所会議で、王政復古による明治新政府が樹立された。と同時に、毛利家の朝敵認定が解除されたことから長州藩が上洛。ここに三藩の軍隊が合流し、京都の新政府の下で、明治天皇を守る皇軍となった。

## 神機隊が戊辰戦争へ初出陣
1868年（慶応4年）1月3日には鳥羽伏見の戦いが勃発。広島藩の正規軍は伏見・銭取橋付近に出動したが、非戦論であった辻将曹は、これは薩摩と会津の遺恨の戦いだと主張、一発の銃弾も撃たせなかった。三藩進発においては中心的であった広島藩だったが、これで立場が後退した。薩長が新政府軍の核となり、土佐藩も攻撃に加わっていたことから、薩長土が戊辰戦争の指導権を握った。

## 備中・備後の戦い

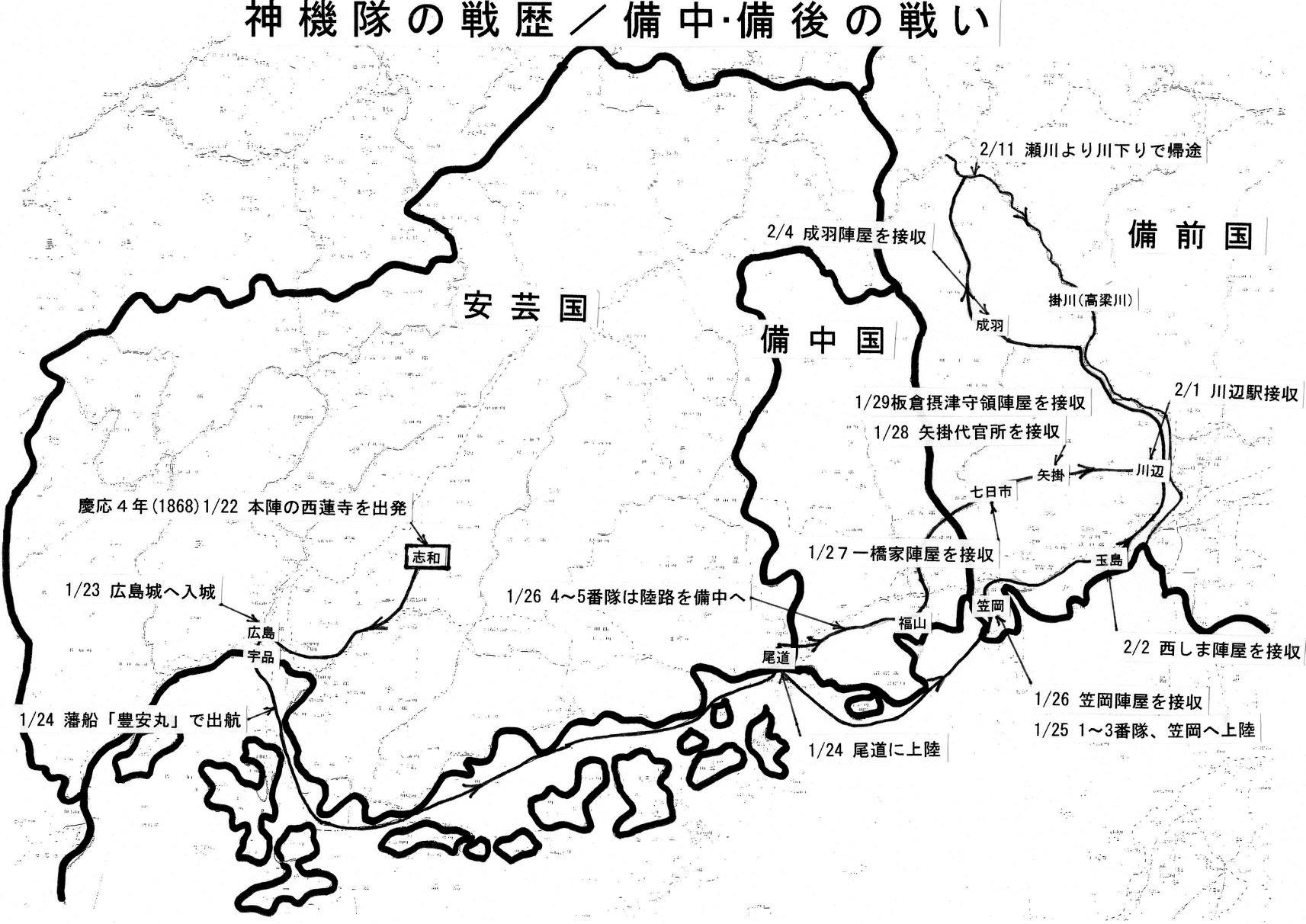
1月22日に神機隊300名は本陣の西蓮寺を出発し、尾道で海路組と陸路組に分れ藩軍の先鋒として進軍した。（東広島郷土史研究会より）

明治新政府の要請で、広島藩は1月11日に、備中・備後地方の徳川家の直轄領に750人が出動した。うち、神機隊300人が22日に本陣の西蓮寺を出発し、尾道で海路組と陸路組に分れ藩軍の先鋒として進軍した。初の実戦で、先陣の活動をしている。備中の七日市、笠岡、玉島、成羽、備後の上下などの陣屋を接収し、鎮撫に成功したのち、3月1日に広島城に入り、藩主に拝謁した。

## 神機隊が自費で出兵
神機隊の船越洋之助、小林柔吉には、北陸道鎮撫総督府付き参謀の拝命があった。京都に上がってみると、鳥羽伏見の戦いで、一発の弾も発射しなかった広島藩が笑い者となっていた。この状況を見て船越は参謀就任を断り、志和の神機隊の本拠地に戻ってきた。
在京の諸藩から、広島が嘲笑の的になっていることを船越が伝えると、神機隊の一同は大いに憤慨した。この上は激戦地に出動し、広島藩の名誉挽回に尽くすことを誓った。そして神機隊は関東出兵を決めたが、藩は財政赤字を理由に出兵を拒否する。
神機隊は軍費をみずから懸命に努力して調達し、自費で出兵を決めた。西蓮寺において六小隊で一個大隊を編成し、320人の精鋭を選んだ。かれらは脱藩まで覚悟していたが、藩主は出陣を聴許し、大坂までの軍艦・豊安号の輸送を認めた。
1868年（明治元年）3月15日に出陣した神機隊は、18日に大坂天保山の沖に到着。京坂の警備を経て、御所で、奥羽追討の錦御旗を受け取る。
黒田益之丞と船越洋之助は、岩倉具視の要請で大坂に残った。他にも40人が残留した。
隊員の詳細は「神機隊東北出軍第一隊」を参照

## 上野戦争と奥州戦争に参戦

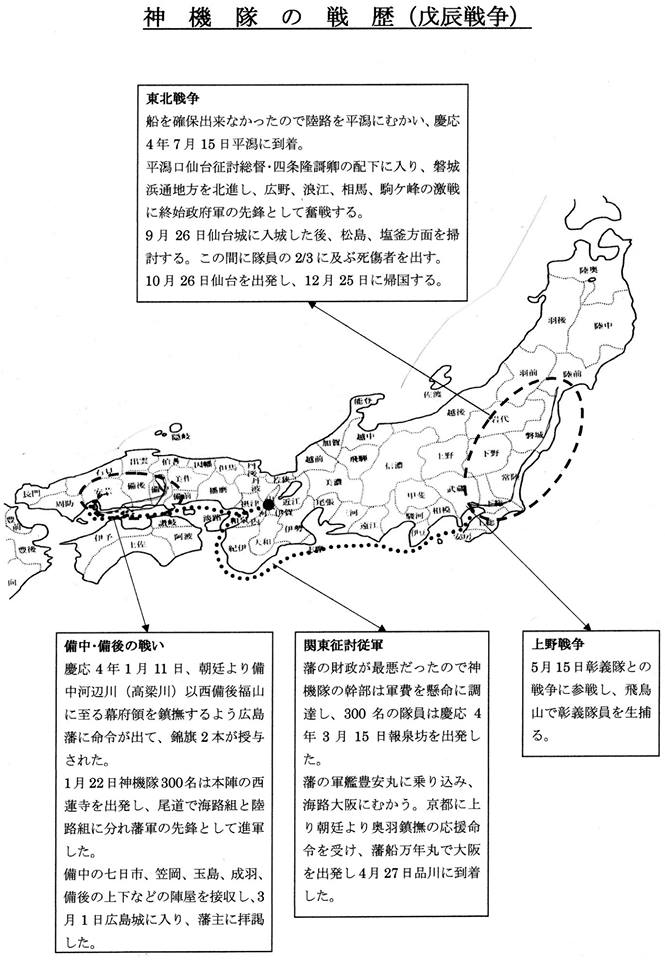
神機隊は備中・備後の戦いの後、関東、東北へと進軍した。（東広島郷土史研究会より）

神機隊は閏4月16日に大坂から万年丸で出航し、東北行きの最中、暴風に遭い、同月27日に江戸・品川に入港する。大村益次郎から、世良修蔵の暗殺など奥羽の状況の悪化を聞き、浅野家の菩提寺である泉岳寺で待機する。その後5月15日の上野戦争に参戦し、飛鳥山で彰義隊の討伐戦に加わった。さらに、飯能戦争では越生方面で振武軍を追討した。甲府の警固のあと、江戸に帰還。
奥羽出兵が決まると、大村から軍資金6500両を支給され、7月5日、貸与された長州藩の飛順号で平潟（茨城県）に向かう。しかしまたしても暴風に遭遇、磐城平城の戦いには間に合わなかった。
その後仙台征討総督・四条隆謌（たかうた）の麾下に入った神機隊は、浜街道の戦いで磐城平から北進。末続村から相馬・仙台・旧幕府軍と戦闘になる。7月26日に発生した第三次広野の戦いでは、同盟軍の激しい攻撃を受け鳥取藩兵と共に辛うじて陣地を保持する状況であった。しかし危急報を受けて長州藩兵2中隊と岩国藩兵1中隊が正午頃来援した。精強な長州藩兵は、戦況有利で油断していた同盟軍に対して間髪入れずに突入したため同盟軍は仰天して敗走した。鳥取藩兵と神機隊もこれに追従して喊声を挙げて突撃したので攻守は逆転し、同盟軍の潰走の度は増した。同盟軍は仙台藩が隊長2名戦死、相馬藩上級指揮官相馬将監は重傷、春日陸軍隊の隊長1名戦死と隊長の死傷が続出し木戸駅を自焼し、理想の陣地線たる上繁岡北方も放棄して熊ノ町まで潰走した。この日長時間陣地戦をした神機隊は戦死4名の損害を出した。
神機隊は、その後も浜街道で同盟軍と戦闘を重ねた。7月28日の手岡原の戦いでは、長州、岩国、鳥取藩兵と共に中央攻撃隊を構成した。本戦闘では、長州、岩国両藩兵が浜街道本道の左右に展開して夜ノ森方面の同盟軍陣地へ射撃しながら前進した。同盟軍は堡塁に籠って頑強に抵抗したが、後続の神機隊も直ちに戦闘に参加して攻撃を開始した。この時新政府軍は僅かに広島藩が砲1門を携行していたに過ぎなかったため、放火の火力が不足していた。ここで長州藩兵が戦死2名という損害を出しながらも堡塁に突入し、白兵の末これを占領したため戦況は新政府軍有利に転じ、引き続き追撃して神機隊は長州藩兵などと共に熊ノ町南方の関門を占領した。この日の戦闘では戦闘に立って攻撃前進した長州藩兵が戦死2名、戦傷12名の被害を出したのに対して後発の神機隊は被害を出さなかった。8月1日に新政府軍は、浪江の占領を目的とした作戦行動に移った。この日は前日戦闘しなかった長州藩兵と神機隊が第一線を担当した。神機隊は作戦計画通り、正面から2小隊と砲1門が攻撃したが、同盟軍陣地は堅固で進撃は容易では無かった。一方新政府軍西方迂回部隊を構成していた長州藩兵と岩国兵は浪江駅の西方に出て浪江北方西台の相馬藩砲台を背面から急襲した。相馬藩砲兵は不意を食らって四散し、長州藩兵はそのまま背面から浪江に突入した。正面の神機隊と交戦していた相馬藩兵はこの背面攻撃に驚愕して散り散りに敗走した。この日正面から攻撃した神機隊は戦死2名、戦傷13名という損害を出した。戦死者の中には砲隊長高間省三が含まれている。
その後も神機隊は駒ヶ嶺・旗巻峠方面で戦闘を繰り返し、仙台城に入城するときには、まともに歩ける隊兵は80人程度となっていた。

## 解隊とその後
1869年（明治2年）夏、新政府は各藩で軍備再編を開始、「諸隊」に対して厳しい対応を取った。その時、長州藩では大規模な「諸隊」の反乱が発生した。（脱隊騒動）
芸州藩でも明治3年初めに、「諸隊」の農商出身者に対して帰郷令が出されたが、反対運動の結果、神機隊、応変隊、新隊はそのまま存続が認められるが、その後、1872年（明治5年）2月15日に出された解隊令により、同17日に解隊。元隊員の一部は新陸軍に編入され上京、1874年（明治7年）の佐賀の乱に出征した。他の一部は県庁支配となるも、その後除隊。
1877年（明治10）の西南の役には本隊出身の旧隊兵が船越洋之助、木原秀三郎らの呼びかけにより三原に結集、遊撃歩兵第八大隊として編制され、元神機隊奉行添役加藤種之助が一時海軍より転じてその大隊長となり九州各地に転戦している。

## 神機隊の特徴
- 農商から募集した壮丁に対して、学問所、講武所で教えている学問を学ばせた。
- 身分、地位、格差による差別は持ち込まなかった。

- 神機隊の幹部は、募兵に当たっては農商の知識人、神官、医者など、高い教養をもった人材を優先した。
- 神機隊の教育訓練は、洋式で英語を取り入れており、高度な知識と意欲がなければ適応できなかった。

- 学問所出身の優秀な藩士が立ち上げた神機隊は、隊員が交代で寄宿し、皇国思想も含めた教育を施した。そのため意思統一された同志結社的な気風が強い軍隊となった。

- 軍律は厳しく、違反者には容赦なく切腹も命じた。規律を破った3人が京都の大仏方広寺で切腹。江戸においても1人が斬首となった。帰路の白河城下でも1人が切腹となった（戦死扱い）。

- 1868年（慶応4）8月5日、相馬藩領小高において新政府軍が同藩の米倉を押収した際、同藩よりその倉の米が人民のための救荒米であるため、有償で返還されたい旨の申し出があった。隊中の会計方士肥幸四郎が「吾隊は幕府の悪政に苦しむ人民救済のための新政を期待して参戦したのであり、この米が救荒米である以上、無償で返還すべきは当然である」として隊費欠乏の時にもかかわらずこれを断行。この時、新政府軍諸隊の中で、神機隊のみが無償で返納している。後日これを聞いた軍務官及び大総督府は、新政府軍の鑑たるべきものとして篤く賞し恩賜金を下付している。

## 奥州戦争の幹部
神機隊は出陣に際しては、義勇同志として隊を総括する総指や総督などは置かなかった。ただし軍隊である以上、戦闘においては参謀、軍監、小隊長をおいて、合議制とした。
- 参謀：川合三十郎(31)　藤田次郎(22)　平山寛之介(25)
- 監察：橋本素助(30)
- 一番小隊長：加藤種之助(25)
- 二番小隊長：森熊之進(27)
- 三番小隊長：清水永賀(24)
- 四番小隊長：丹土薫之丞(23)
- 五番小隊長：藤田太久蔵(23)
- 六番小隊長：佐久間儀一郎(27)
- 大砲隊長：高間省三(21)
- 会計方：篠付幾蔵(24)
- 軍医：小川道甫(29)

## 年表
| 年              | 日       | |
| --------------- | -------- | --- |
| 1866年(慶応2年) | 5月23日  | 広島城下の町辻5か所に張り紙が出される                                                                 |
| 1866年(慶応2年) | 6月2日   | 老中・小笠原が広島から小倉に退去                                                                      |
| 1866年(慶応2年) | 6月4日   | 広島藩の出兵拒否を幕府に通告。第2次長州征伐には直接参加せず                                           |
| 1866年(慶応2年) | 6月8日   | 第二次長州征討が周防大島で始まる                                                                      |
| 1866年(慶応2年) | 6月14日  | 第二次長州征討・芸州口の戦いが勃発                                                                    |
| 1866年(慶応2年) | 8月9日   | 芸州口の休戦協定                                                                                      |
| 1866年(慶応2年) | 9月2日   | 宮島の大巌寺で、幕府と長州の休戦協定 この頃に神機隊の建白書が藩庁に出されるが財政難を理由に拒否される |
| 1867年(慶応3年) | 1月4日   | 広島藩が第一回目の大政奉還を幕府に建白する                                                            |
| 1867年(慶応3年) | 7月4日   | 薩摩藩と広島藩が薩芸による大政奉還で合意                                                              |
| 1867年(慶応3年) | 9月19日  | 神機隊が回天軍第一起神機隊として旗揚げする                                                            |
| 1867年(慶応3年) | 9月20日  | 薩長芸軍事同盟が結ばれる                                                                              |
| 1867年(慶応3年) | 10月1日  | 出発直前にして三藩出兵が頓挫                                                                          |
| 1867年(慶応3年) | 10月6日  | 執政・辻将曹が大政奉還の建白書を幕府に提出                                                            |
| 1867年(慶応3年) | 10月15日 | 大政奉還が勅許される                                                                                  |
| 1867年(慶応3年) | 11月25日 | 三藩進発で広島藩と長州藩の軍団が御手洗港に集結                                                        |
| 1867年(慶応3年) | 12月1日  | 辻将曹により広島藩兵へ京都離脱命令が下りる                                                            |
| 1867年(慶応3年) | 12月9日  | 京都・小御所会議で王政復古が発せられ明治新政府が樹立                                                  |
| 1868年(慶応4年) | 1月3日   | 鳥羽伏見の戦いが勃発                                                                                  |
| 1868年(慶応4年) | 1月11日  | 新政府から広島藩に備中・備後の鎮撫が命じられる                                                        |
| 1868年(慶応4年) | 1月22日  | 神機隊が本陣の西蓮寺を出発                                                                            |
| 1868年(慶応4年) | 1月23日  | 広島城へ入城                                                                                          |
| 1868年(慶応4年) | 1月24日  | 藩船「豊安丸」で出航、同日、4・5番隊が尾道に上陸                                                      |
| 1868年(慶応4年) | 1月25日  | 1・２・3番隊が笠岡へ上陸                                                                              |
| 1868年(慶応4年) | 1月26日  | 笠岡陣屋を接収（1・２・3番隊）                                                                        |
| 1868年(慶応4年) | 1月27日  | 一橋家陣屋を接収（4・5番隊）                                                                          |
| 1868年(慶応4年) | 1月28日  | 矢掛代官所を接収（4・5番隊）                                                                          |
| 1868年(慶応4年) | 1月29日  | 板倉摂津守領陣屋を接収（4・5番隊）                                                                    |
| 1868年(慶応4年) | 2月1日   | 川辺駅を接収（4・5番隊）                                                                              |
| 1868年(慶応4年) | 2月2日   | 西しま陣屋を接収（1・２・3番隊）                                                                      |
| 1868年(慶応4年) | 2月4日   | 成羽陣屋を接収（4・5番隊）                                                                            |
| 1868年(慶応4年) | 2月11日  | 瀬川より川下りで帰途（4・5番隊）                                                                      |
| 1868年(慶応4年) | 3月1日   | 広島城へ入城し、藩主に拝謁                                                                            |
| 1868年(慶応4年) | 3月17日  | 神機隊の第一隊326人が自費で関東征討にむかう                                                           |
| 1868年(慶応4年) | 5月15日  | 神機隊が上野戦争に参加、つづいて飯能戦争・甲府警固にむかう                                            |
| 1868年(慶応4年) | 7月11日  | 神機隊が平潟（茨城県）に上陸                                                                          |
| 1868年(慶応4年) | 7月18日  | 磐城平に入るが磐城の戦いには間に合わず仙台攻撃を選択する                                              |
| 1868年(慶応4年) | 7月22日  | 神機隊と鳥取藩が陸前浜街道の戦いへと進軍する                                                          |
| 1868年(慶応4年) | 同夜     | 末続で戦闘はじまり広野の戦いに及ぶ壮絶な戦いになる                                                    |
| 1868年(慶応4年) | 8月1日   | 浪江の戦いで砲隊長の高間省三が戦死。さらに相馬・駒が峰・亘理へと進軍する                              |
| 1868年(慶応4年) | 8月20日  | 神機隊の第二陣193人が補充として広島・志和から出陣                                                     |
| 1868年(慶応4年) | 9月17日  | 仙台藩が降伏                                                                                          |
| 1868年(慶応4年) | 10月     | 回天軍第二起神機隊が尾道で結成                                                                        |
| 1868年(慶応4年) | 12月25日 | 神機隊の第一隊が広島に帰藩                                                                            |
| 1869年(明治2年) | 9月5日   | 神機隊の第二陣が広島に帰藩                                                                            |

## 東北で現存する神機隊慰霊碑

### 自性院（双葉町）

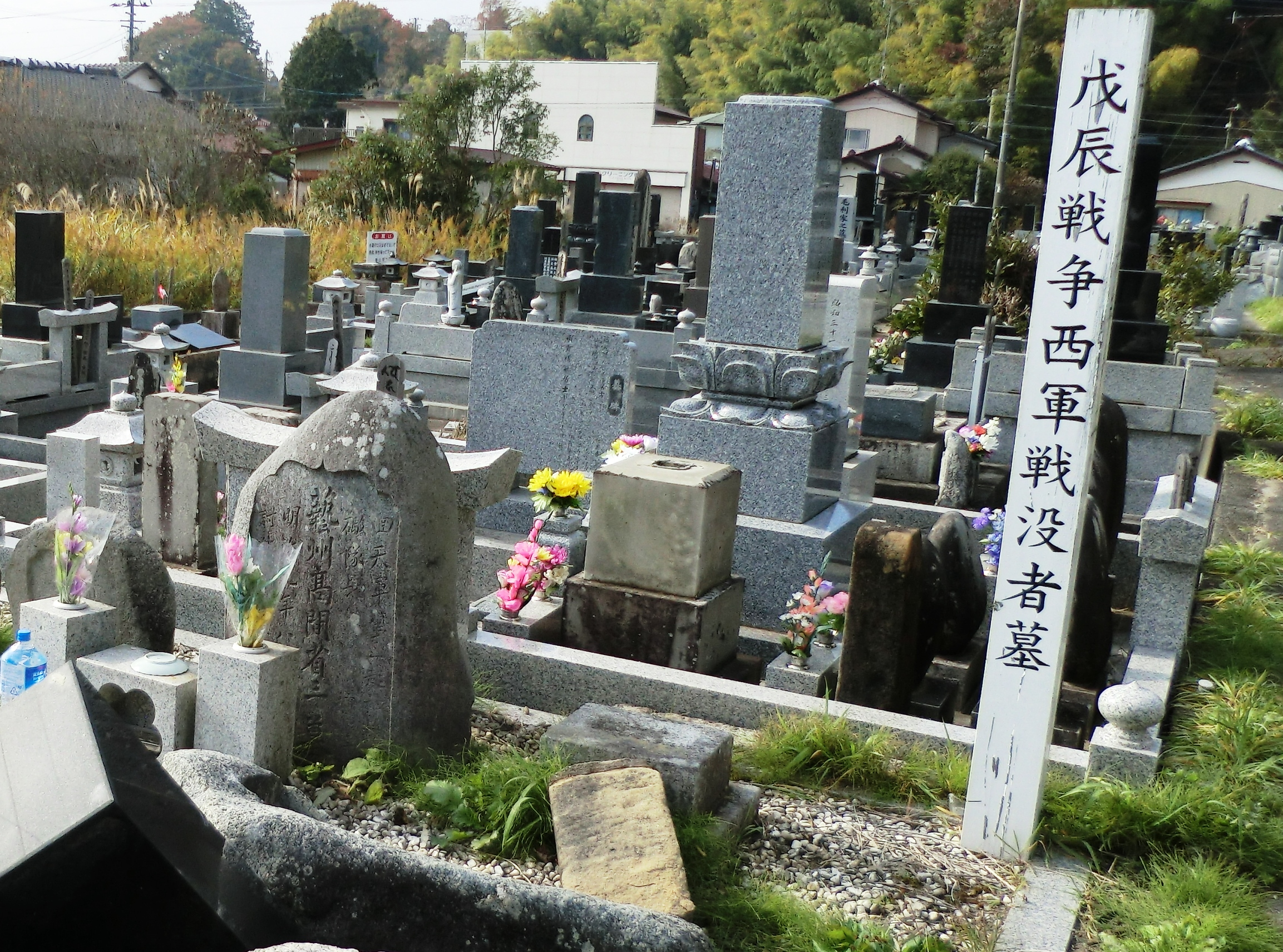
（自性院）神機隊の砲隊長 高間省三の墓。福島・双葉町に眠るが、放射能汚染地で参拝はむずかしい。（2020年3月に避難解除）

高間省三　　大砲隊長　浪江で8月1日戦死
木村徳三郎　　三番銃士　浪江で8月1日戦死

### 性源寺
木本義平信晴　　　磐城広野で7月26日戦死

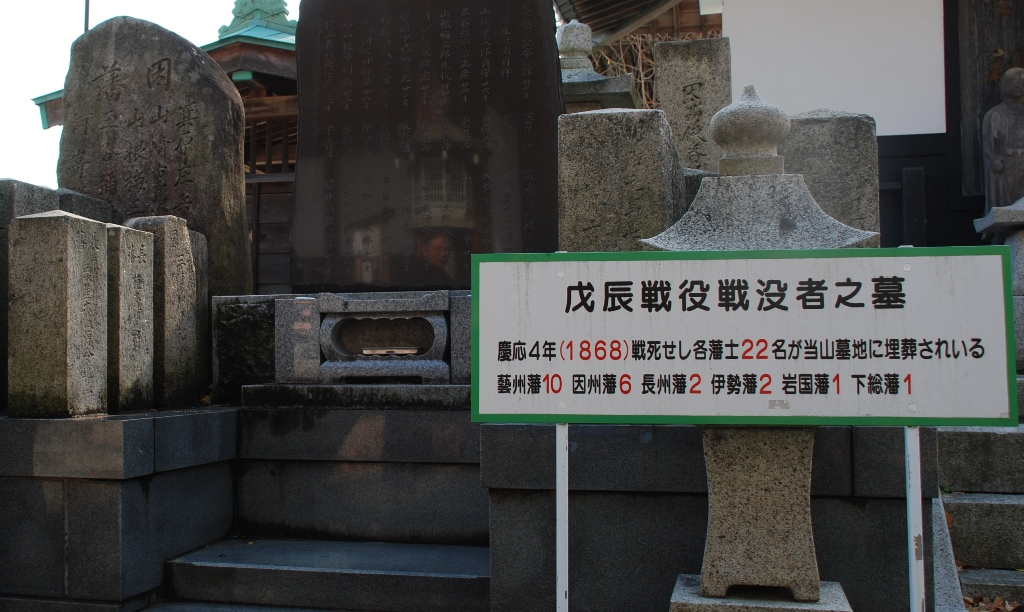
（性源寺）亡くなった戦死者たちが境内に祀られている。広島藩・神機隊の死傷者の数が最も多い。

大谷亀之助清秋　　第二小隊 磐城広野で傷のち7月29日死亡
山岡吉平貞順　　　磐城広野で傷のち8月2日死亡
山路関之助種春　　第一小隊  磐城広野で傷のち8月4日死亡
桧垣助八武秀　　　磐城平城下で8月5日に戦死
影山佐平利高　　　磐城平病院で8月5日に病死
村上貞兵衛宗正　　回天軍  磐城広野で傷のち8月26日死亡
高崎熊蔵政重　　　磐城広野で傷のち8月27日死亡
宮原千代蔵幾光　　磐城広野で傷のち8月30日死亡
田中佐太郎成高

### 修行院

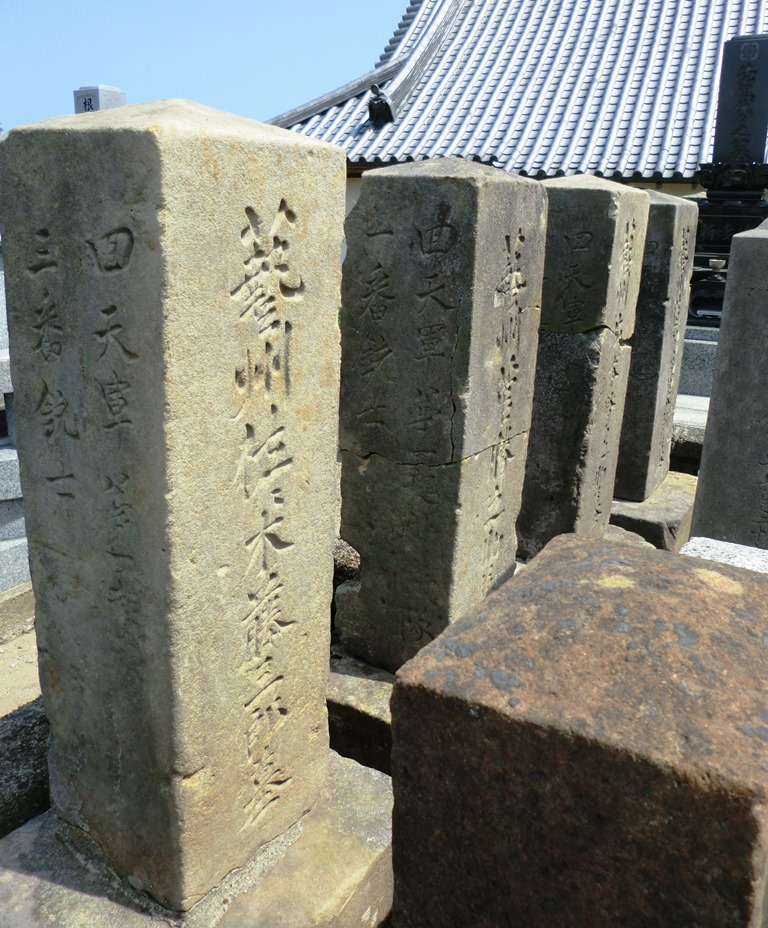
（修行院）福島県・広野町では広島藩と鳥取藩が相馬・仙台・旧幕府軍連合と連日大激戦を行った。この墓石は東日本大震災により倒壊していたが、地元の石材店が無償で修理した。

菅勝之助　　　　　第一小隊  豊田郡高崎村  磐城広野で7月26日戦死  22歳
出本健之助　　　　第二小隊  安芸郡和庄村  磐城広野で7月26日戦死  24歳
佐々木藤三郎　　　第二小隊  豊田郡小原村  磐城広野で7月26日戦死  25歳
造賀善太郎　　　　第三小隊  賀茂郡原村  磐城広野で7月26日戦死  19歳　

### 万持寺
加藤善三郎　　　　第三小隊  白河で11月4日有事屠腹　25歳